# Stary Jaworów

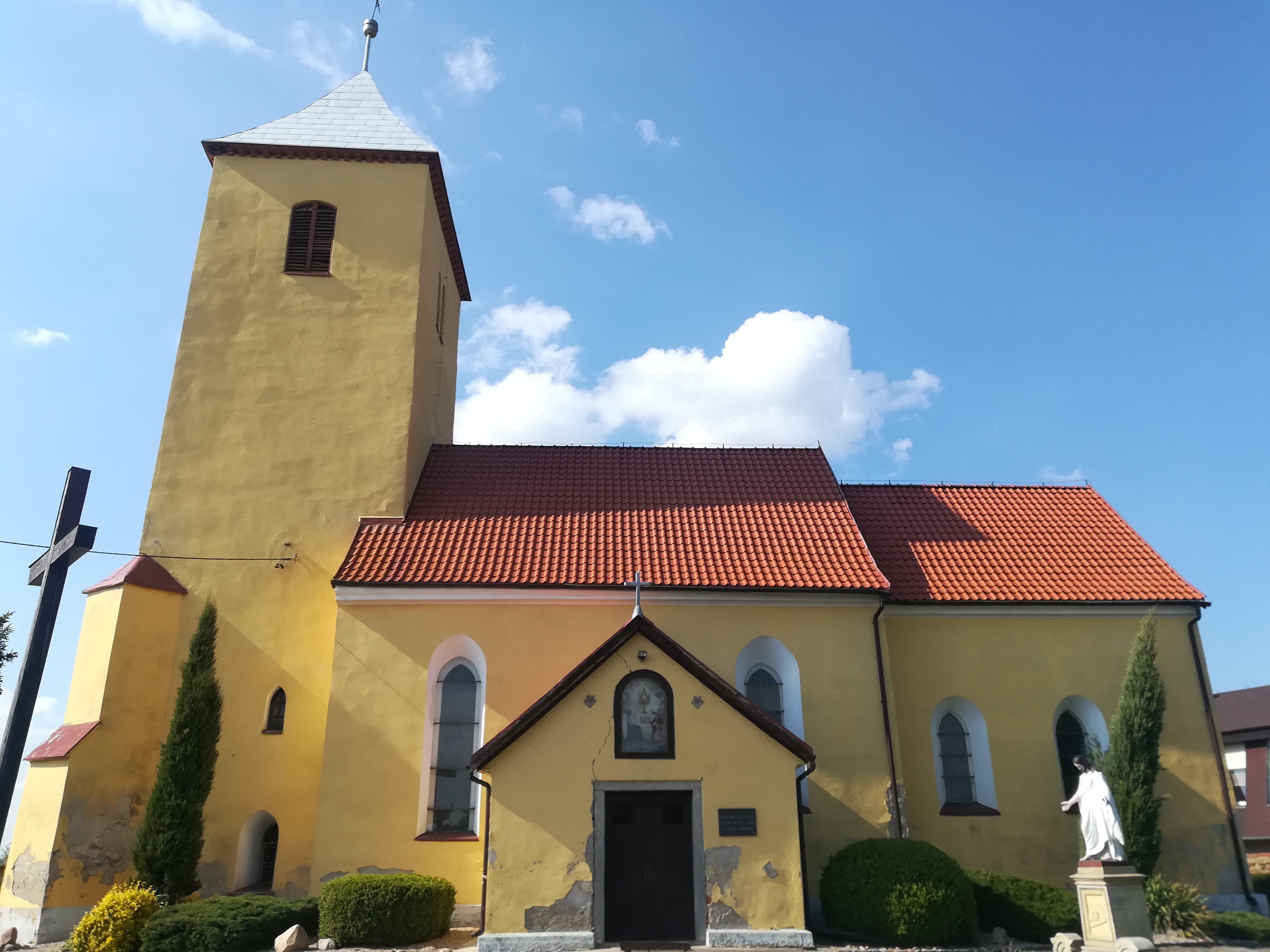
Pfarrkirche Maria Immaculata

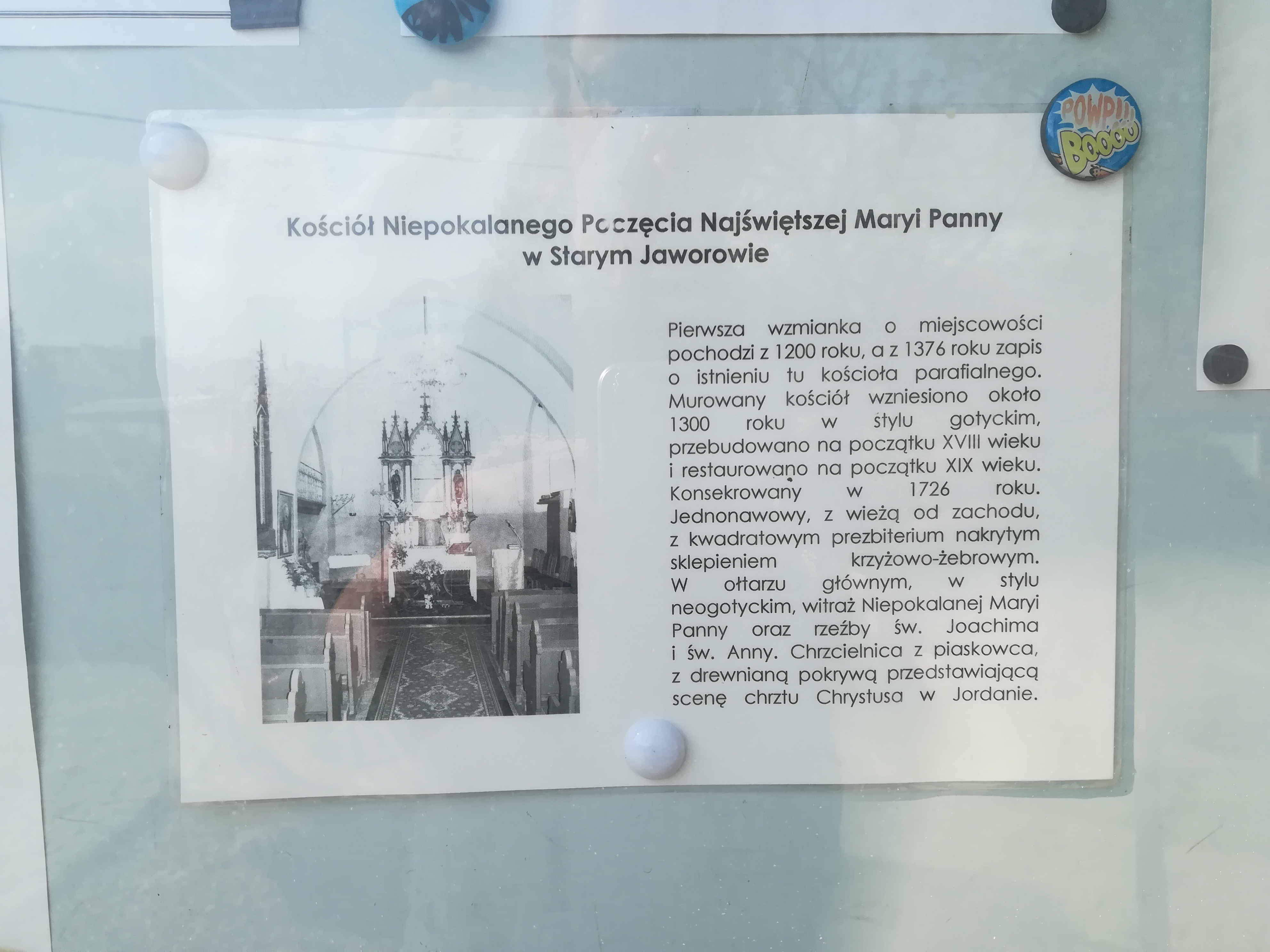
Infotafel

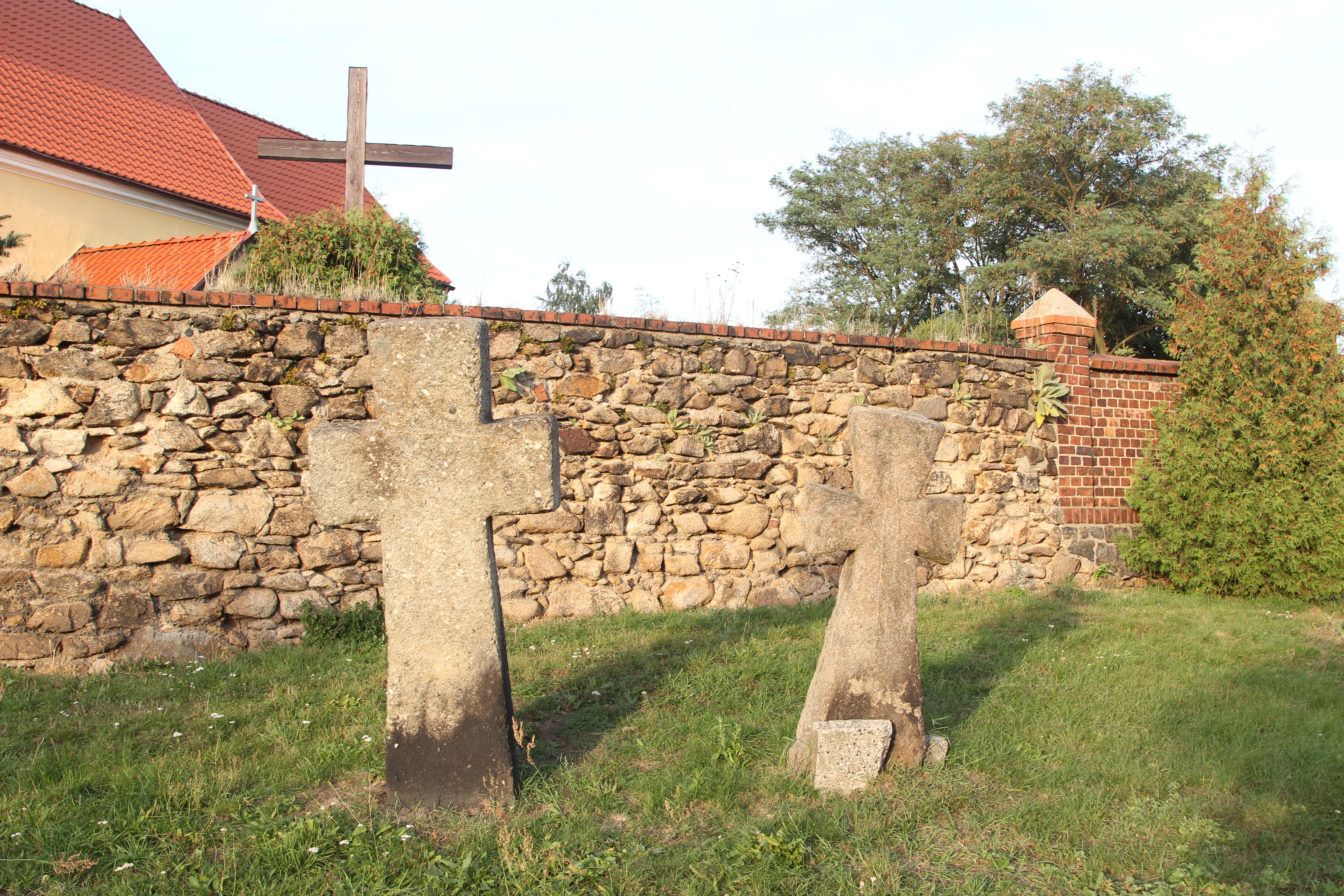
Sühnekreuze

Stary Jaworów (deutsch Alt Jauernick, veraltet auch Jauernig bzw. Jauerau) ist ein Dorf in der Stadt- und Landgemeinde Jaworzyna Śląska (Königszelt) im Powiat Świdnicki der Woiwodschaft Niederschlesien in Polen.

## Lage
Stary Jaworów liegt ca. sechs Kilometer nordwestlich von Swidnica (Schweidnitz). Nachbarorte sind Nowy Jaworów (Neu Jauernick) im Nordwesten, Jaworzyna Śląska (Königszelt) im Norden, Witków (Wickendorf) im Süden, Bolesławice (Bunzelwitz) im Osten und Tomkowa (Tunkendorf) im Südosten. 

## Geschichte
Jauernick wurde 1250 als „Javorovo“ erstmals urkundlich erwähnt. Der Ortsname ist slawischen Ursprungs. Mitte des 13. Jahrhunderts begann die Erschließung des Landes durch deutsche Siedler, so auch vom schon bestehenden Jauernick. Es gehörte zum Herzogtum Breslau und gelangte nach dessen Teilung 1290/91 an das neu gebildete Herzogtum Schweidnitz. Nach dem Tod des Herzogs Bolko II. von Schweidnitz fielen die Herrschaftsgebiete erbrechtlich an die Krone Böhmen, wobei Bolkos Witwe Agnes von Habsburg bis zu ihrem Tode 1392 die Nutznießung zustand.
Seit 1565 war der Grundherr von Jauernick Herdwig von Seidlitz auf Kratzkau. 1575 fiel es an dessen Witwe Hedwig von Seidlitz geb. Schweintzen auf Kratzkau, die Jauernick 1588 an den Landvogt der Niederlausitz Karl von Kittlitz veräußerte. 1604 erhielt es dessen gleichnamiger Sohn. Letzterer war königlicher Amtsverweser des Fürstentums Sagan. 1614 war Jauernick im Besitz seiner Witwe Margaretha Rebecca von Kittlitz, geb. Freiin von Promnitz, 1624 gehörte es Ferdinand Freiherr von Kittlitz. Als Folge des Dreißigjährigen Krieges war Dorf und Kirche niedergebrannt, wie aus folgendem Bericht vom 14. Januar 1654 hervorgeht:

„Den 14ten Januar. Jauernick ist ein Schuldwesen, gehöret sonst dem Freiherrn von Kittlitz auf Malmitz. Das Dorf und die Kirche ist ausgebrannt, die noch wenig vorhandnen Unterthanen sein mit Trauen, Taufen und Begraben an den Pfarrer nacher Würben, P. Nikolaum Kirchnern, Zisterzienserordens, verwiesen. Hierher ist eingepfarrt Tunkendorf.“

1656 besaß Jauernick Sigmund von Kittlitz, 1657 Niklas Alexander Freiherr von Bibran und Modlau, 1694 dessen Sohn Heinrich Alexander Baron von Bibran, nach ihm sein Bruder Friedrich Wilhelm Baron von Bibran, 1733 Franz Julius Graf von Nimptsch, darauf der Bürgermeister von Schweidnitz und Hofrat Gottfried von Kehler und sein Sohn gleichen Namens, schließlich 1784 einem Baron von Richthof.
Nach dem Ersten Schlesischen Krieg fiel Jauernick 1741/42 mit dem größten Teil Schlesiens an Preußen. Die alten Verwaltungsstrukturen wurden aufgelöst und Jauernick in den Landkreis Schweidnitz eingegliedert, mit dem es bis 1945 verbunden blieb. Im Zweiten Schlesischen Krieg nahm Friedrich II. am 1. Juni 1745 in der Nähe von Jauernick sein Hauptquartier. 1785 zählte Jauernick ein Vorwerk, sechs Häusler, eine Wassermühle, 15 Bauern, 16 Stellenbesitzer und 258 Einwohner. Um 1800 wurde die Gemeinde Neu Jauernick gegründet; danach wurde das alte Dorf in Alt Jauernick umbenannt. 
Alt Jauernick unterstand der Kriegs- und Domänenkammer Breslau, bis es im Zuge der Stein-Hardenbergischen Reformen 1815 dem Regierungsbezirk Reichenbach und nach dessen Auflösung 1820 dem Regierungsbezirk Breslau der Provinz Schlesien zugeordnet wurde. Nach 1845 zählte Alt Jauernick 448 Einwohner, 1885 waren es 660 Einwohner. Seit 1874 bildete die Landgemeinde Alt Jauernick einen eigenen  Amtsbezirk. 1895 waren es in der Landgemeinde 534 Einwohner und im Gutsbezirk 56 Einwohner.
Als Folge des Zweiten Weltkriegs fiel der Ort mit dem größten Teil Schlesiens an Polen und wurde in Stary Jaworów umbenannt. Die deutschen Einwohner wurden, so weit sie nicht schon vorher geflohen waren, vertrieben. Die neu angesiedelten Bewohner waren teilweise Zwangsausgesiedelte aus Ostpolen, das an die Sowjetunion gefallen war. Heute gehört Stary Jaworów zur Landgemeinde Jaworzyna Śląska.

## Sehenswürdigkeiten
- Die römisch-katholische Filialkirche Maria Immaculata (polnisch kościół filialny Niepokalanego Poczęcia Najświętszej Maryi Panny) wurde im 14. bis 15. Jahrhundert erbaut und im 18. Jahrhundert erneuert. Mit dem Einzug der Reformation wurde das Gotteshaus evangelisch und nach dem Dreißigjährigen Krieg 1654 den Katholiken zurückgegeben.[7] Es war jedoch völlig zerstört. Erst 1706/08 wurde eine neue Kirche gebaut, die Filiale von Arnsdorf war. Die evangelischen Einwohner hielten sich zur Friedenskirche Schweidnitz. Für Begräbnisse wurde der katholische Friedhof genutzt. 1892 wurden Alt Jauernick, Neu Jauernick, Arnsdorf und Wickendorf zur neuen Kirchgemeinde Wickendorf zusammengefasst.
- Schloss Alt Jauernick, erbaut um 1770, nach 1945 in ein Wohnhaus umgewandelt.